# The Heartbreak Motel
The Heartbreak Motel war eine Punk-Rock-Band aus Recklinghausen, die 2001 gegründet wurde.

## Bandgeschichte
Die Band trat anfangs bei vielen Newcomer-Festivals auf, wobei sie auch schon den ersten Platz erreichten. Später folgten Auftritte bei größeren Festivals wie Bochum Total in Bochum oder beim Traffic Jam Open Air in Dieburg. Einen beachtlichen Erfolg hat die Band auch außerhalb der Landesgrenzen. The Heartbreak Motel tourt regelmäßig in den Niederlanden und in Österreich und teilte sich nach weit über 250 Shows schon die Bühne mit Bands wie Beatsteaks, Sick of It All und Backyard Babies. Der wohl bis jetzt größte Gig war am 1. Juli 2006 in Münster auf dem Schlossplatz der Westfälischen Wilhelms-Universität bei der MTV Campus Invasion. Dort traten sie neben Danko Jones, den Sportfreunden Stiller, der Bloodhound Gang und Bela B. y los Helmstedt auf.
Im Jahr 2007 folgte die Veröffentlichung des neuen Albums Handguns Make the Most Love bei Limited Access Records am 13. April 2007 in Deutschland, Österreich und der Schweiz. Außerdem wird die Platte auch in  Großbritannien, Japan und den USA veröffentlicht. Die Releasetour führte die Band mehr als zwei Wochen lang durch Deutschland und Österreich. Die Festivalsaison verbrachten sie u. a. auf den Bühnen des Taubertal-Festival, Big Day Out und dem holländischen Parkjam Festival, wo sie neben Bands wie Mando Diao und Beatsteaks spielten. Außerdem spielten The Heartbreak Motel auch als Vorband auf der Tour der Beatsteaks. 
Anfang Februar 2008 ging es zusammen mit der Ruhrpott-Hardcore Band Zero Mentality in ein dänisches Studio, um eine gemeinsame Split 7" & MCD aufzunehmen, welche von Jacob Bredahl (ehemaliger Sänger der dänischen Band Hatesphere) produziert wurde.
Nach weiteren Touren begab sich die Band für die Aufnahme einer neuen Platte Anfang 2009 nach Gütersloh in das Studio von Claus Grabke. In drei Monaten entstand ein Album, das musikalisch in eine für die Band bisher ungewohnte Richtung ging. Dieses Album wurde allerdings nie veröffentlicht, da sich die Band Mitte 2009 auflöste.
Seit dem 26. Januar 2015 betreibt jemand unter dem Bandnamen eine Facebook-Seite, auf der in den Folgetagen tatsächlich mehrere der 2009 aufgenommenen Songs veröffentlicht wurden. Ein paar Wochen später kündigte die Band völlig überraschend ein Abschiedskonzert am 27. Juni 2015 in Bochum an.

## Diskografie
Label: Limited Access Records Dortmund (Torsten Wolgemuth)

### Alben
- 13 Passionfilled Dreams of Independency
- Nine Lives of a Tiger Cat
- Handguns Make the Most Love (März 2007)
- Universal Monologue (bisher unveröffentlicht)

### Singles und EPs
- The Motivator (Auskopplung aus dem Album Nine Lives of a Tiger Cat)
- Split MCD / 7" mit Zero Mentality (März 2008)